# Köse Bahir Mustafa Pascha
Köse Bahir Mustafa Pascha, auch Çorlulu Köse Bahir Mustafa Pascha,  (* 17. oder 18. Jahrhundert in Çorlu; † 23. Juli 1765 in Midilli) war ein osmanischer Staatsmann und Großwesir des Osmanischen Reiches. Sein Beiname Köse bedeutet im Deutschen bartlos. Außerdem ist unter dem Beinamen Çorlulu bekannt, der an seinen Heimatort Çorlu erinnert. Vor seinem Amt als Großwesir war er Mirahur („Oberster Stallmeister“). Außerdem diente er vier Jahre als Gouverneur von Ägypten.

## Leben
Bahir Mustafa wurde in Çorlu als Sohn des Türken Sofu Abdurrahman Pascha geboren. Im Jahr 1746 wurde er Stellvertreter des Obersten Stallmeisters (mîrâhûr-ı sânî), 1750 zum Obersten Stallmeister (mîrâhûr-ı evvel).
Am 1. Juli 1752 wurde er von Sultan Mahmut I. zum Großwesir bestellt. Als Mahmut I. am 14. Dezember 1974 starb, entließ der neue Sultan Osman III. Köse Bahir Mustafa Pasha am 17. Februar 1755 und ernannte Hekimoğlu Ali Pascha zum Nachfolger. Er wurde nach Midilli (Lesbos) verbannt und ging später nach Morea.
Am 30. April 1756 wurde Bahir Mustafa Pascha wieder zum Großwesir berufen, allerdings schon am 3. Dezember 1756 erneut entlassen und nach Rhodos verbannt. Der neue Großwesir Koca Ragıp Pascha war allerdings ein guter Freund von Köse Bahir Pascha und verhalf ihm zu Ämtern in Midilli und Eğriboz. Am 11. Juni 1758 wurde er zum Provinzgouverneur von Ägypten berufen und war dort bis 1762 im Amt. Als er zum Gouverneur von Aleppo bestellt werden sollte, lehnte er den Weggang in das osmanische Syrien ab.
Am 1. November 1763 berief ihn Mustafa III. erneut zum Großwesir. 1765 wurde er allerdings wegen Korruption angeklagt und am 30. März 1765 entlassen. Sein Nachfolger wurde Muhsinzade Mehmed Pascha. Am 23. Juli wurde er in Midilli hingerichtet.